# Regering-Fillon II
De regering-Fillon II, Frans: Gouvernement François Fillon II, is de drieëndertigste regering van Frankrijk onder de Vijfde Republiek. De regering-Fillon I diende onder het presidentschap van Nicolas Sarkozy, hield het midden tussen het politieke centrum en rechts en trad op 20 juni 2007 aan.
Alain Juppé verloor een maand nadat hij in de regering-Fillon I minister was geworden bij de parlementsverkiezingen zijn zetel in de Assemblée Nationale en diende daarom zijn ontslag als minister aan. Dat betekende dat er een nieuwe regering moest worden gevormd. François Fillon werd weer de premier. Veel leden van de regering kwamen uit de Union pour un mouvement populaire UMP van Sarkozy en Fillon. Fillon diende drie jaar later op 14 november 2010 het ontslag van zijn regering in en dat werd door Sarkozy geaccepteerd. Sarkozy kon hierdoor zijn regering herschikken. Dat werd de regering-Fillon III.
| Ambtsbekleder                     | Ambtsbekleder     | Ambtsbekleder                 | Ministerie                    | Ambtstermijn    | Ambtstermijn     | Partij   |
| --------------------------------- | ----------------- | ----------------------------- | ----------------------------- | --------------- | ---------------- | -------- |
|                                   |                   | François Fillon 1954          | Premier                       | 16 mei 2007     | 15 mei 2012      | UMP      |
|                                   |                   | Jean-Louis Borloo 1951        | Minister van staat            | 20 juni 2007    | 14 november 2010 | PRV      |
| Ecologie en Duurzame Ontwikkeling |                   | Jean-Louis Borloo 1951        |                               | 20 juni 2007    | 14 november 2010 | PRV      |
|                                   |                   | Michele Alliot-Marie 1946     | Minister van Staat            | 23 juni 2009    | 14 november 2010 | UMP      |
| Justitie                          |                   | Michele Alliot-Marie 1946     |                               | 23 juni 2009    | 14 november 2010 | UMP      |
|                                   |                   | Michele Alliot-Marie 1946     | Binnenlandse Zaken            | 16 mei 2007     | 23 juni 2009     | UMP      |
| Ruimtelijke Ordening              |                   | Michele Alliot-Marie 1946     |                               | 16 mei 2007     | 23 juni 2009     | UMP      |
| Overzeese Gebiedsdelen            |                   | Michele Alliot-Marie 1946     |                               | 16 mei 2007     | 23 juni 2009     | UMP      |
|                                   |                   | Brice Hortefeux 1958          | Binnenlandse Zaken            | 23 juni 2009    | 27 februari 2011 | UMP      |
| Overzeese Gebiedsdelen            |                   | Brice Hortefeux 1958          |                               | 23 juni 2009    | 27 februari 2011 | UMP      |
|                                   |                   | Bernard Kouchner 1939         | Buitenlandse Zaken            | 16 mei 2007     | 14 november 2010 | O        |
|                                   |                   | Christine Lagarde 1956        | Financiën                     | 20 juni 2007    | 30 juni 2011     | UMP      |
| Economische Zaken                 |                   | Christine Lagarde 1956        |                               | 20 juni 2007    | 30 juni 2011     | UMP      |
| Werkgelegenheid                   |                   | Christine Lagarde 1956        |                               | 20 juni 2007    | 30 juni 2011     | UMP      |
| Industriële Zaken                 | 18 maart 2008     | Christine Lagarde 1956        |                               |                 | 30 juni 2011     | UMP      |
|                                   |                   | Hervé Morin 1961              | Defensie                      | 16 mei 2007     | 14 november 2010 | DVD 2007 |
|                                   | LC 2007–10        | Hervé Morin 1961              | Defensie                      | 16 mei 2007     | 14 november 2010 |          |
|                                   | Rachida Dati      | Rachida Dati 1965             | Justitie                      | 16 mei 2007     | 23 juni 2009     | UMP      |
|                                   |                   | Roselyne Bachelot 1946        | Volksgezondheid               | 16 mei 2007     | 13 november 2010 | UMP      |
| Jeugd en Sport                    |                   | Roselyne Bachelot 1946        |                               | 16 mei 2007     | 13 november 2010 | UMP      |
|                                   |                   | Xavier Bertrand 1965          | Arbeid                        | 16 mei 2007     | 15 januari 2009  | UMP      |
| Sociale Zaken                     |                   | Xavier Bertrand 1965          |                               | 16 mei 2007     | 15 januari 2009  | UMP      |
|                                   |                   | Brice Hortefeux 1958          | Arbeid                        | 15 januari 2009 | 23 juni 2009     | UMP      |
| Sociale Zaken                     |                   | Brice Hortefeux 1958          |                               | 15 januari 2009 | 23 juni 2009     | UMP      |
|                                   |                   | Xavier Darcos 1947            | Arbeid                        | 23 juni 2009    | 22 maart 2010    | UMP      |
| Sociale Zaken                     |                   | Xavier Darcos 1947            |                               | 23 juni 2009    | 22 maart 2010    | UMP      |
|                                   |                   | Éric Woerth 1956              | Arbeid                        | 22 maart 2010   | 14 november 2010 | UMP      |
| Sociale Zaken                     |                   | Éric Woerth 1956              |                               | 22 maart 2010   | 14 november 2010 | UMP      |
|                                   |                   | Xavier Darcos 1947            | Onderwijs                     | 16 mei 2007     | 23 juni 2009     | UMP      |
|                                   |                   | Luc Chatel 1964               | Onderwijs                     | 23 juni 2009    | 16 mei 2012      | UMP      |
|                                   | Valérie Pécresse  | Valérie Pécresse 1967         | Hoger Onderwijs en Wetenschap | 16 mei 2007     | 29 juni 2011     | UMP      |
|                                   |                   | Michel Barnier 1951           | Landbouw en Visserij          | 20 juni 2007    | 23 juni 2009     | UMP      |
|                                   |                   | Bruno Le Maire 1969           | Landbouw en Visserij          | 23 juni 2009    | 16 mei 2012      | UMP      |
|                                   |                   | Christine Boutin 1944         | Huisvesting                   | 16 mei 2007     | 23 juni 2009     | UMP      |
| Stedelijke Ontwikkeling           |                   | Christine Boutin 1944         |                               | 16 mei 2007     | 23 juni 2009     | UMP      |
|                                   | Michel Mercier    | Michel Mercier 1947           | Ruimtelijke Ordening          | 23 juni 2009    | 14 november 2010 | O        |
| Lokale Zaken                      | Michel Mercier    | Michel Mercier 1947           |                               | 23 juni 2009    | 14 november 2010 | O        |
|                                   |                   | Christine Albanel 1955        | Cultuur en Communicatie       | 16 mei 2007     | 23 juni 2009     | UMP      |
|                                   |                   | Frédéric Mitterrand 1947–2024 | Cultuur en Communicatie       | 23 juni 2009    | 16 mei 2012      | O        |
|                                   |                   | Eric Woerth 1956              | Publieke Diensten             | 16 mei 2007     | 22 maart 2010    | UMP      |
| Begrotingszaken                   |                   | Eric Woerth 1956              |                               | 16 mei 2007     | 22 maart 2010    | UMP      |
|                                   |                   | François Baroin 1965          | Publieke Diensten             | 22 maart 2010   | 29 juni 2011     | UMP      |
| Begrotingszaken                   |                   | François Baroin 1965          |                               | 22 maart 2010   | 29 juni 2011     | UMP      |
|                                   |                   | Brice Hortefeux 1958          | Immigratie en Integratie      | 16 mei 2007     | 15 januari 2009  | UMP      |
|                                   | Éric Besson       | Éric Besson 1958              | Immigratie en Integratie      | 15 januari 2009 | 14 november 2010 | UMP      |
|                                   | Patrick Devedjian | Patrick Devedjian 1944–2020   | Economisch Herstel            | 5 december 2008 | 14 november 2010 | UMP      |

## Staatssecretarissen
| Ambtsbekleder | Ambtsbekleder              | Taak                                      | Partij    |
| ------------- | -------------------------- | ----------------------------------------- | --------- |
|               | Roger Karoutchi            | Landelijke politieke relaties             | UMP       |
|               | André Santini              | Economische zaken                         | NC        |
|               | Dominique Bussereau        | Vervoer                                   | UMP       |
|               | Jean-Pierre Jouyet         | Europese zaken                            | eerder PS |
|               | Laurent Wauquiez           | Woordvoerder van de regering              | UMP       |
|               | Valérie Létard             | Sociale zaken                             | NC        |
|               | Nathalie Kosciusko-Morizet | Milieu                                    | UMP       |
|               | Christian Estrosi          | Overzeese gebieden                        | UMP       |
|               | Éric Besson                | Politieke evaluatie                       | eerder PS |
|               | Jean-Marie Bocke           | Samenwerking en francophonie              | eerder PS |
|               | Hervé Novelli              | Buitenlandse handel en ondernemingen      | UMP       |
|               | Fadela Amara               | Stedelijke politiek                       | eerder PS |
|               | Alain Marleix              | Veteranen                                 | UMP       |
|               | Rama Yade                  | Buitenlandse zaken en mensenrechten       | UMP       |
|               | Luc Chatel                 | Consumenten en toerisme                   | UMP       |
|               | Bernard Laporte            | Jeugdzaken en Sport Vanaf 22 oktober 2007 | O         |